# Instituto Courant de Ciências Matemáticas

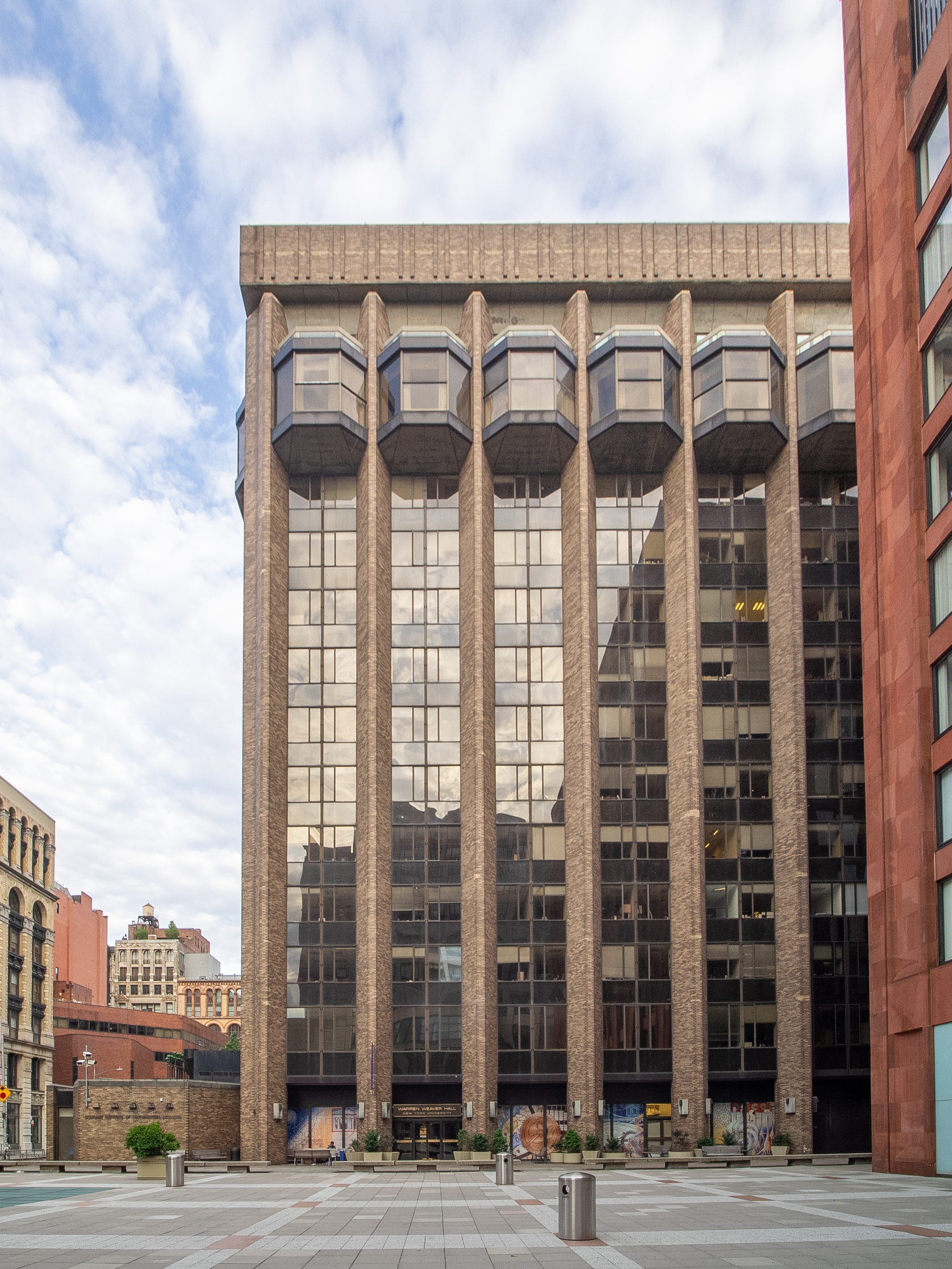
Warren Weaver Hall no Instituto Courant

O Instituto Courant de Ciências Matemáticas (em inglês, Courant Institute of Mathematical Sciences - CIMS) é uma divisão da  Universidade de Nova Iorque (NYU) e funciona como um centro de pesquisa e treinamento avançado em ciência da computação e matemática. É uma das mais renomadas instituições do mundo.
O instituto recebe o nome de Richard Courant, um professor de matemática na universidade de 1936 a 1972, e faz parte da Faculdade de Artes e Ciências.

## Diretores
| Imagem | Nome                     | Período           |
| ------ | ------------------------ | ----------------- |
|        | Richard Courant          | (1935–1958)       |
|        | James Johnston Stoker    | (1958–1966)       |
|        | Kurt Otto Friedrichs     | (1966–1967)       |
|        | Jürgen Moser             | (1967–1970)       |
|        | Louis Nirenberg          | (1970–1972)       |
|        | Peter Lax                | (1972–1980)       |
|        | S. R. Srinivasa Varadhan | (1980–1984)       |
|        | Cathleen Synge Morawetz  | (1984–1988)       |
|        | Henry McKean             | (1988–1994)       |
|        | David W. McLaughlin      | (1994–2002)       |
|        | Charles Newman           | (2002–2006)       |
|        | Leslie Greengard         | (2006–2011)       |
|        | Gérard Ben Arous         | (2011–2016)       |
|        | Richard J. Cole          | (2016–2017)       |
|        | Russel E. Caflisch       | (2017–atualidade) |